# 西莉亚·约翰逊
西莉亚·约翰逊 DBE（1908年12月18日—1982年4月26日），女，英国演员。曾获得国家评论协会奖最佳女主角。在1946年電影《相見恨晚》的演出為她帶來奥斯卡最佳女主角奖的提名。她亦曾6度獲英国电影学院奖的提名，以及憑藉在1969年電影《春風不化雨》奪得英國電影學院獎最佳女配角的獎項。